# 하이드로퀴논
하이드로퀴논(Hydroquinone)은 페놀류의 일종이자 벤젠 파생물인 방향족성 유기 화합물이다. 화학식은 C6H4(OH)2이다. 2개의 하이드록시기가 측면 위치의 벤젠에 결합되어 있다. 흰색의 고체이다. 이 용어는 1843년 프리드리히 뵐러가 만들었다.

## 같이 보기
- 현상액
- 세미퀴논